# 수염하늘소속
수염하늘소속은 전세계에서 발견되는 하늘소 가운데 하나이다. 수염하늘소속의 애벌레는 죽었거나 죽어가는 나무, 특히 소나무 등의 구과류 속에서 살아간다. 목하늘소아과(Lamiinae) 내 수염하늘소족(Monochamini)의 모식속이었으나 현재에 이르러서는 목하늘소족(Lamiini)에 들어간다.
수염하늘소 잘려져 있는 신선한 소나무 통나무를 감염시키게 되면 통나무의 30~40%가 가치면에서 손실을 입는데, 그 이유는 애벌레들이 내부에서 구멍을 뚫는 천공성 해충이기 때문이다. 피해를 최소화시키기 위해 수중보관하거나 절단해 몇 주 내로 통나무를 가공하는 데 있어 중요하다. 일부 종은 소나무시들음병을 일으키는 소나무재선충이 속한 재선충류를 기계운반하는 것으로 알려져 있다.

## 특징
이 속에 속하는 하늘소들은 검정빛을 띠거나 얼룰덜룩한 회색이다. 다른 목하늘소아과 무리처럼 이들의 머리도 하구식으로 수직배열되어 있다. 자루마디 (첫 번째 더듬이마디)는 끝 부분이 용골 고리 또는 아문 흉터 모양이다. 암컷의 더듬이는 몸 길이의 두 배에서 살짝 못 미치는 반면, 수컷의 더듬이는 몸 길이의 두 배이다. 발목마디의 발톱은 갈라져 있다.

## 생활환
성충은 건전주의 수관 안에서 먹이활동을 한다. 죽어가는 나무의 껍질의 틈사이에 산란한다. 애벌레는 알에서 부화하여 몇 단계의 영을 거쳐 나무에서 성장한다. 그 다음은 번데기 단계이다. 봄이 되면 새로운 성충으로 우화해 생활환을 재개한다.

## 선충과의 연계
소나무재선충은 일부 수염하늘소 무리에 의해 전파되며, 그 생활환은 매개충의 것과 연관되어 있다.
선충에 감염된 성충이 건전주를 갉아먹어 선충이 침입할 수 있는 상처가 만들어진다. 감수성 기주나무에서의 선충은 물관부에서 번식하여 결국 나무를 죽인다. 저항성 기주에서의 선충은 대신 죽는다.
성충에 감염된 수염하늘소 성충이 죽어가는 나무에 산란할 때 산란을 위해 나무껍질에 만든 틈새가 선충이 들어가는 문 역할을 한다. 선충은 번식하여 목질세포나 곰팡이를 먹는다. 이후, 새로운 수염하늘소 성충이 번데기에서 나오지만 한편으로는 여전히 미숙한 상태이고, 선충은 수염하늘소의 가슴에 난 기문으로 들어간다.

## 다른 생물과의 연관성
나무좀아과 무리는 수염하늘소 무리와 거의 같은 시기에 나무에 산란하여 청색부후균를 전파한다. 재선충속 무리는 이 곰팡이를 먹으며, 곰팡이와 선충의 조합은 기주목의 방어를 극복하고 나무좀과 수염하늘소 무리에게 더 적합한 서식지를 만드는 데 도움이 된다. 덧붙여서, 수염하늘소 무리는 자원을 얻기 위해 나무좀과 경합하며 이들을 사냥하고 (내부군집포식), 신호화학물질 중 하나인 카이로몬을 사용한다.
고치벌과 아타니콜루스속(Atanycolus)의 일부 종은 다른 목천공성 딱정벌레들과 마찬가지로 수염하늘소 무리의 기생충이다.
검은등딱따구리는 수염하늘소속 등의 목천공성 딱정벌레의 애벌레를 잡아먹는 포식자이다.

## 분류
이 속은 매우 크며, 그 경계는 시간이 지남에 따라 상당히 다양해졌다. 많은 종들이 오랫동안 제거된 채 이 속에 속해 있었고, 추가 종들은 다른 속들에 속해 있었으며, 현재 대부분의 권위자들이 인정한 최소 20종으로 구성된 아속이 속해있다.

### 하위 종

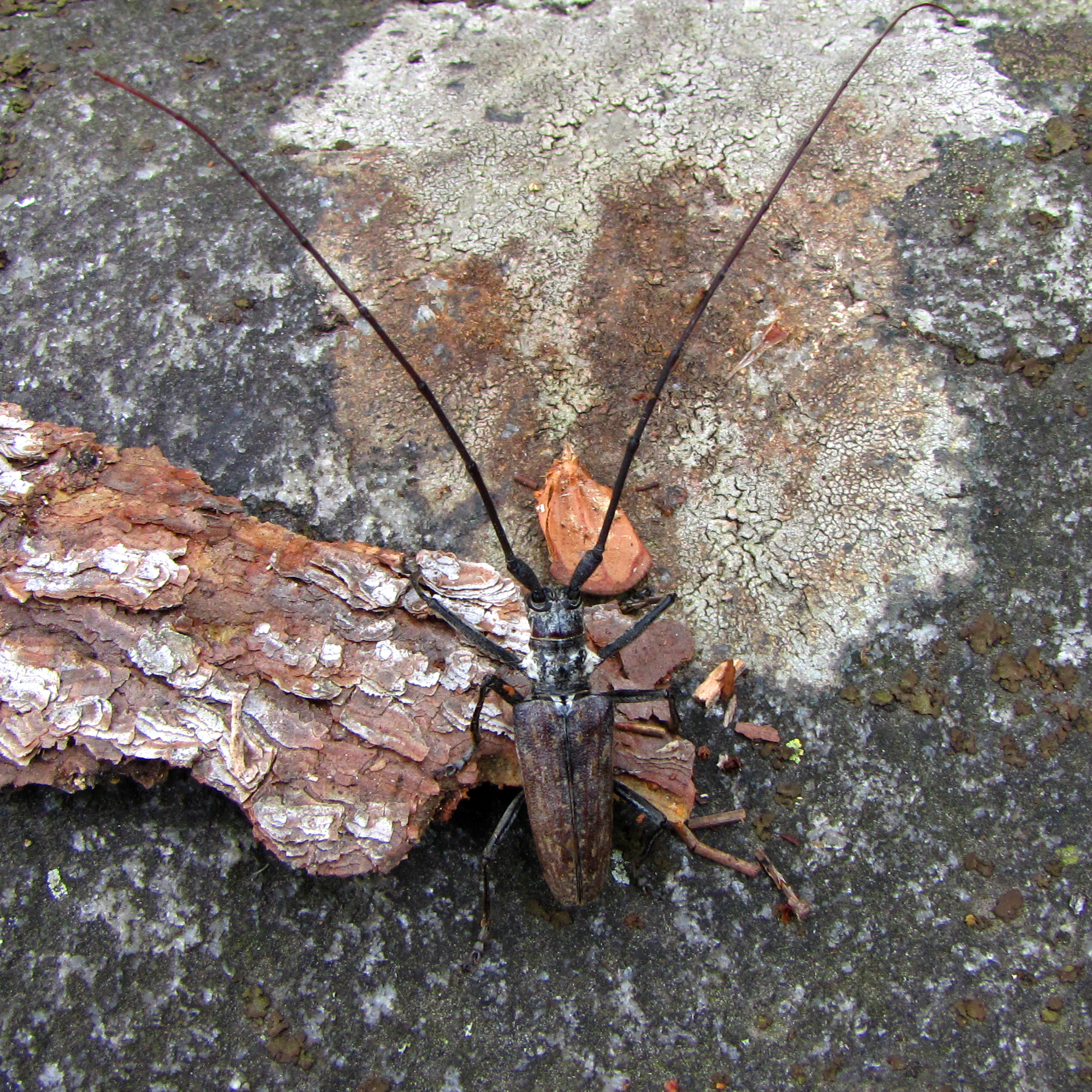
M. notatus

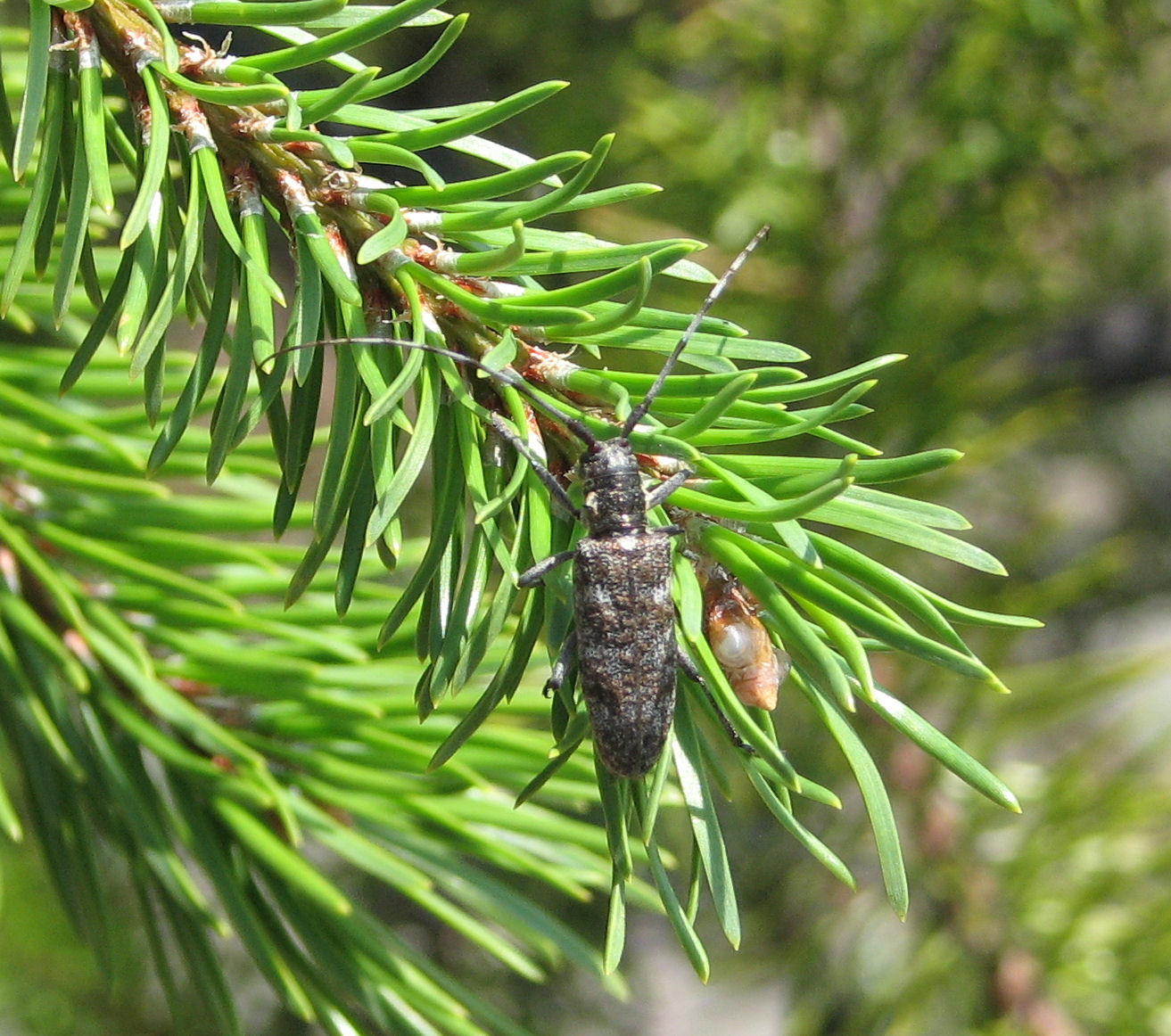
M. maculosus

- M. abruptus Holzschuh, 2015
- M. accri (Dillon & Dillon, 1959)
- M. adamitus Thomson, 1857
- M. affinis Breuning, 1938
- M. alboapicalis (Pic, 1934)
- M. alboscutellaris Breuning, 1977
- 솔수염하늘소 M. alternatus Hope, 1842
- M. aparus (Jordan, 1903)
- M. asiaticus (Hayashi, 1962)
- M. asper Breuning, 1935
- M. atrocoeruleogriseus Gilmour, 1956
- M. balteatus Aurivillius, 1903
- M. basifossulatus Breuning, 1938
- M. basigranulatus Breuning, 1952
- M. basilewskyi Breuning, 1952
- M. benito (Dillon & Dillon, 1959)
- M. bialbomaculatus Breuning, 1948
- M. bimaculatus Gahan, 1888
- M. binigricollis Breuning, 1965
- M. binigromaculatus Breuning, 1959
- M. blairi (Breuning, 1936)
- M. bootangensis Breuning, 1947
- M. borchmanni Breuning, 1959
- M. buquetii (Thomson, 1858) [= tuberosus]
- M. burgeoni Breuning, 1935
- M. camerunensis Aurivillius, 1903
- 캐롤라이나수염하늘소 M. carolinensis (Olivier, 1792)
- M. clamator (LeConte, 1852)
- M. conradti Breuning, 1961
- M. convexicollis Gressitt, 1942
- M. dayremi Breuning, 1935
- M. densepunctatus Breuning, 1980
- M. dentator (Fabricius, 1793)
- M. desperatus Thomson, 1857
- M. diores (Dillon & Dillon, 1959)
- M. dubius (Gahan, 1894)
- M. fisheri Breuning, 1944
- M. flavosignatus Breuning, 1947
- M. flavovittatus Breuning, 1935
- M. foraminosus Holzschuh, 2015
- M. foveatus Breuning, 1961
- M. foveolatus Hintz, 1911 [= unicolor]
- M. franzae (Dillon & Dillon, 1959)
- 검은솔수염하늘소 M. galloprovincialis (Olivier, 1795)
- M. gardneri Breuning, 1938
- M. grandis Waterhouse, 1881
- M. granulipennis Breuning, 1949
- M. gravidus (Pascoe, 1858)
- M. griseoplagiatus Thomson, 1858 [= ochraceomaculatus]
- M. guerryi Pic, 1903
- 점박이수염하늘소 M. guttulatus Gressitt, 1951
- 흰점박이수염하늘소 M. impluviatus Motschulsky, 1859
- M. inexpectatus Breuning, 1935
- M. irrorator (Chevrolat, 1855) [= plumbeus, ruficornis]
- M. itzingeri Breuning, 1935
- M. jordani Nonfried, 1894
- M. karlitzingeri Tavakilian & Jiroux, 2015
- M. kashitu (Dillon & Dillon, 1959)
- M. kaszabi Heyrovský, 1955
- M. kinabaluensis Hüdepohl, 1996
- M. kivuensis Breuning, 1938
- M. laevis Jordan, 1903
- M. lamottei Lepesme & Breuning, 1952
- M. latefasciatus]] Breuning, 1944
- M. lepesmei Breuning, 1956
- M. lineolatus (Dillon & Dillon, 1959)
- M. lunifer (Aurivillius, 1891)
- M. luteodispersus Pic, 1927
- M. maculosus Haldeman, 1847 [= mutator]
- 발삼전나무수염하늘소 M. marmorator Kirby in Richardson, 1837
- M. maruokai Hayashi, 1962
- M. masaoi Kusama & Takakuwa, 1984
- M. mausoni Breuning, 1950
- M. mbai Lepesme & Breuning, 1953
- M. mediomaculatus Breuning, 1935
- M. melaleucus Jordan, 1903
- M. mexicanus (Breuning, 1950)
- M. millegranus Bates, 1891
- M. murinus (Gahan, 1888)
- M. nigrobasimaculatus Breuning, 1981
- M. nigromaculatus Gressitt, 1942
- M. nigromaculicollis Breuning, 1974
- M. nigroplagiatus Breuning, 1935
- M. nigrovittatus Breuning, 1938
- 큰깨다시수염하늘소 M. nitens Bates, 1884
- 북미동북방수염하늘소[12] M. notatus (Drury, 1773)[13]
- 둔수염하늘소 M. obtusus Casey, 1891
- M. ochreomarmoratus Breuning, 1960
- M. ochreopunctatus Breuning, 1980
- M. ochreosparsus Breuning, 1959
- M. ochreosticticus Breuning, 1938
- M. olivaceus Breuning, 1935
- M. omias Jordan, 1903 [= africanus]
- M. pentagonus Báguena, 1952
- M. pheretes (Dillon & Dillon, 1961)
- M. philomenus (Dillon & Dillon, 1959)
- M. pictor (Bates, 1884)
- M. principis Breuning, 1956
- M. pseudotuberosus Breuning, 1936
- M. quadriplagiatus Breuning, 1935
- M. rectus Holzschuh, 2015
- M. regularis (Aurivillius, 1924)
- M. reticulatus (Dillon & Dillon, 1959)
- M. rhodesianus Gilmour, 1956
- M. roveroi Teocchi, Sudre & Jiroux, 2015
- M. rubiginosus Teocchi, Sudre & Jiroux, 2014
- M. ruspator (Fabricius, 1781)
- 북방수염하늘소 M. saltuarius Gebler, 1830
- M. sargi (Bates, 1885)
- 검은전나무수염하늘소 M. sartor (Fabricius, 1787)
  - 수염하늘소 M. sartor urussovii (Fischer von Waldheim, 1806)
- M. scabiosus (Quedenfeldt, 1882) [= centralis]
- 가문비하늘소[14] M. scutellatus (Say, 1824)
- M. semicirculus Báguena, 1952
- M. semigranulatus (Pic, 1925)
- M. serratus (Gahan, 1906)
- M. shembaganurensis Breuning, 1979
- M. similis Breuning, 1938
- M. sparsutus Fairmaire, 1889
- M. spectabilis (Perroud, 1855)
- M. strandi Breuning, 1939
- M. stuhlmanni Kolbe, 1894
- M. subconvexicollis Breuning, 1967
- M. subcribrosus Breuning, 1950
- M. subfasciatus (Bates, 1873) [= fascioguttatus]
  - 긴수염하늘소 M. subfasciatus subfasciatus(Bates, 1873)
- M. subgranulipennis Breuning, 1974
- M. subtriangularis Breuning, 1971
- 유럽솔수염하늘소 M. sutor (Linnaeus, 1758)
  - 깨다시수염하늘소 M. sutor longulus (Pic, 1898)
- M. taiheizanensis Mitono, 1943
- M. talianus Pic, 1912
- M. thoas (Dillon & Dillon, 1961)
- M. thomsoni (Chevrolat, 1855)
- 북미남방수염하늘소 M. titillator (Fabricius, 1775)
- M. tonkinensis Breuning, 1935
- M. transvaaliensis Gilmour, 1956
- M. triangularis Breuning, 1935
- M. tridentatus Chevrolat, 1833
- M. tropicalis (Dillon & Dillon, 1961)
- M. vagus (Gahan, 1888)
- M. variegatus (Aurivillius, 1925)
- M. verticalis (Fairmaire, 1901)
- M. villiersi Breuning, 1960
- M. x-fulvum Bates, 1884

## 사진첩

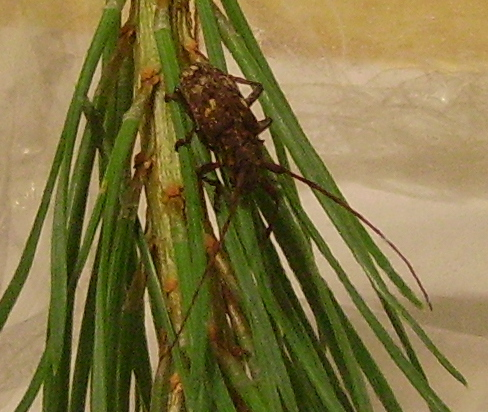
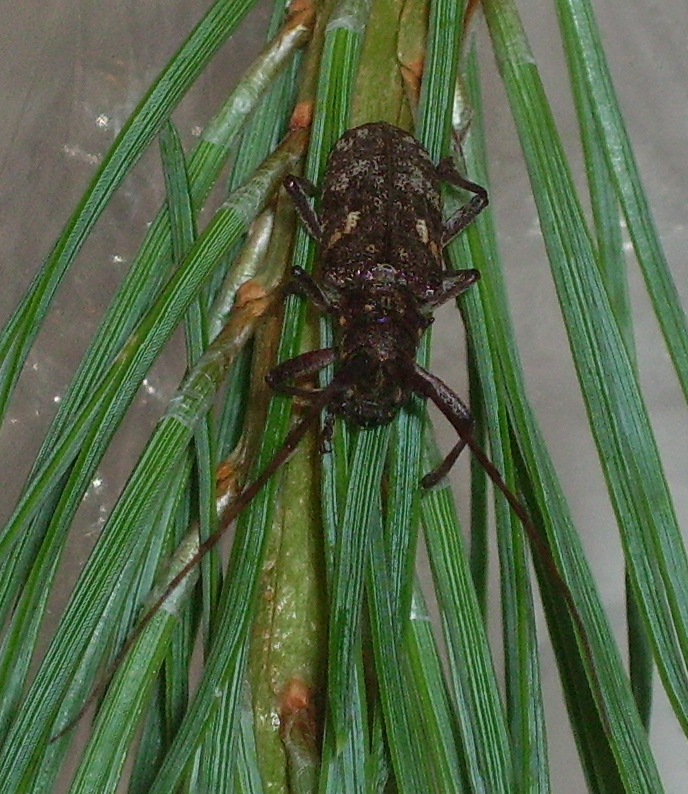
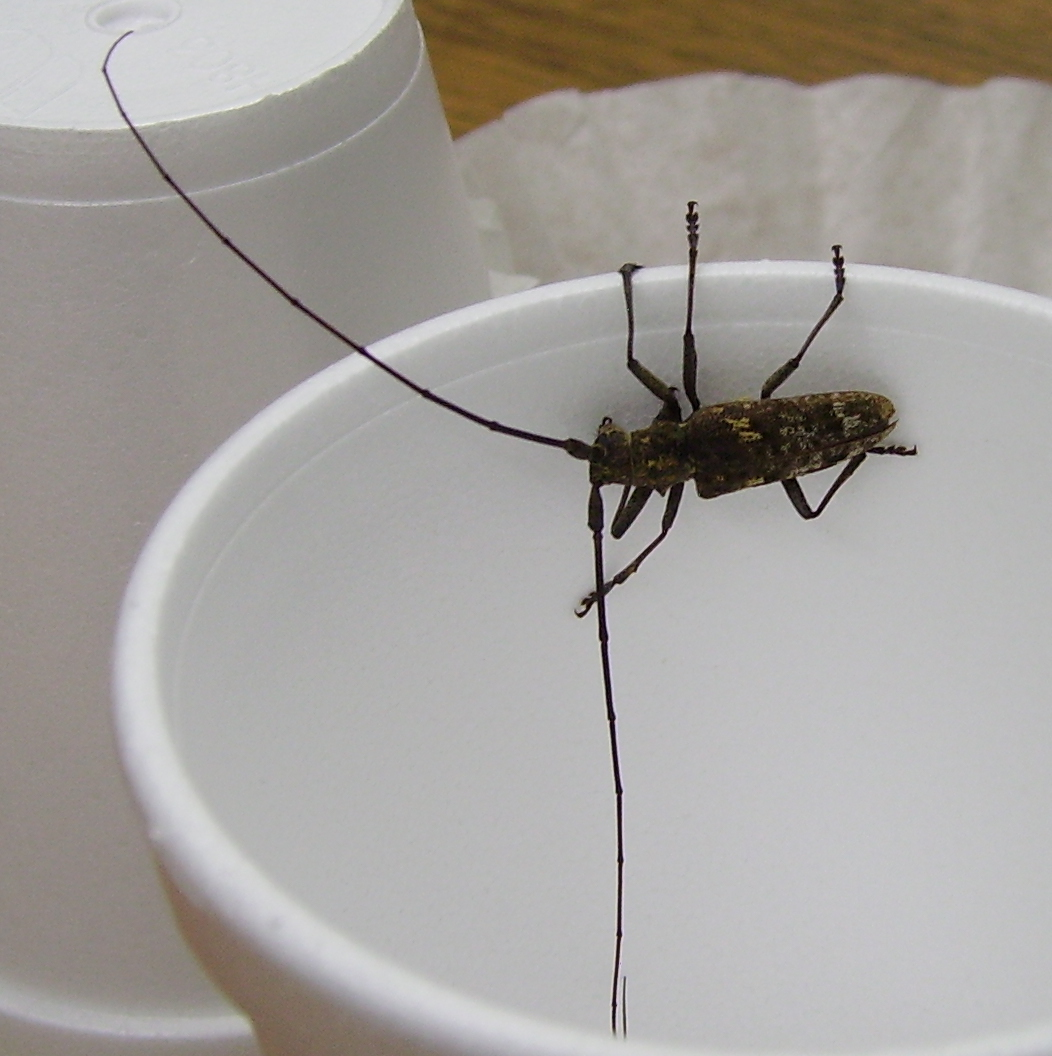

캔자스의 한 구주소나무 농장에서 발견된 별개의 수염하늘소 두 마리를 다룬 사진 세 장.